# Viola baltica
Viola baltica är en violväxtart som beskrevs av Wilhelm Becker. Viola baltica ingår i släktet violer, och familjen violväxter. Inga underarter finns listade i Catalogue of Life.